# Eerste Vrije Statenvergadering

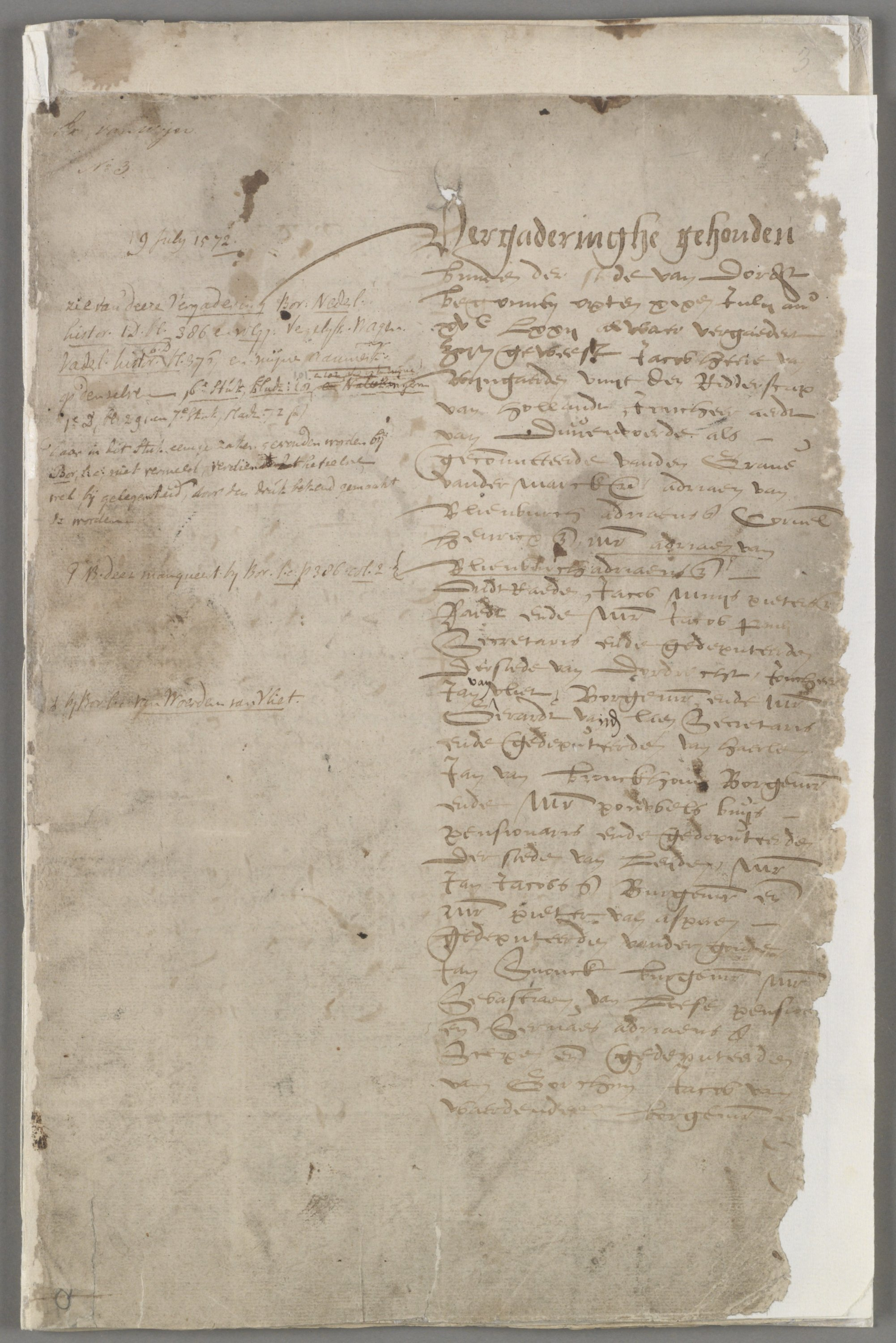
Eerste pagina van de notulen van de Eerste Vrije Statenvergadering (Nationaal Archief, Den Haag).

De Eerste Vrije Statenvergadering was een vergadering van de Staten van Holland in Dordrecht in 1572. De vergadering herbevestigde de positie van prins Willem van Oranje als stadhouder van Holland, Zeeland en Utrecht en beschermheer van de Nederlanden bij afwezigheid van landsheer Filips II. Ook werd tijdens de vergadering de wens uitgesproken tot het bewerkstelligen van vrijheid van godsdienst. Hoewel Filips zijn gezag op papier behield, was de vergadering een eerste daad van officieel politiek verzet tegen de Spaanse soevereiniteit en daarmee een keerpunt in de Nederlandse Opstand.

## Achtergrond
Voor 1572 waren de Staten van Holland een adviescollege van de graaf van Holland, dat voornamelijk over belastingzaken beraadslaagde en onregelmatig bijeenkwam. In de staten namen afgevaardigden plaats van de Ridderschap en de zes grootste steden van het graafschap, te weten Dordrecht, Haarlem, Delft, Leiden, Amsterdam en Gouda. Samen met de staten van de andere gewesten benoemden zij de leden van de Staten-Generaal, een college dat in de zestiende eeuw inmiddels alleen nog bijeen geroepen kon worden met toestemming van de landsheer.   
In de tweede helft van de zestiende eeuw ondernam Filips II pogingen om het protestantisme in zijn machtsgebied te onderdrukken en om regering, rechtspraak en belasting te hervormen en centraliseren. Filips had eerder in 1549, tijdens de beginjaren van zijn gezag in de Nederlanden, gezworen dat de rechten en privileges die onder eerdere graven van Holland, zoals hertog Filips de Goede en keizer Karel V, aan de gewesten waren verleend, gerespecteerd zouden worden. Desalniettemin zagen veel edellieden en burgers de hervormingsambities van Filips als een grote bedreiging voor diezelfde rechten en privileges, hetgeen leidde tot opstand in de Nederlanden. Filips plaatsvervanger in de belangrijke gewesten Holland, Zeeland en Utrecht, stadhouder Willem van Nassau, prins van Oranje, manifesteerde zich in deze kwestie als aanvoerder van de opstandelingen.  
De daadwerkelijke opstand tegen de landsheer begon in de gewesten Holland en Zeeland als gevolg van Beeldenstorm in 1566 en de daaropvolgende repercussies onder leiding van de nieuwe landvoogd, de hertog van Alva. Met de inname van Den Briel door de Watergeuzen op 1 april 1572 kreeg de opstand ook een onmiskenbaar militair karakter. Wat nog slechts ontbrak was openlijk politiek verzet. 

## Vergadering

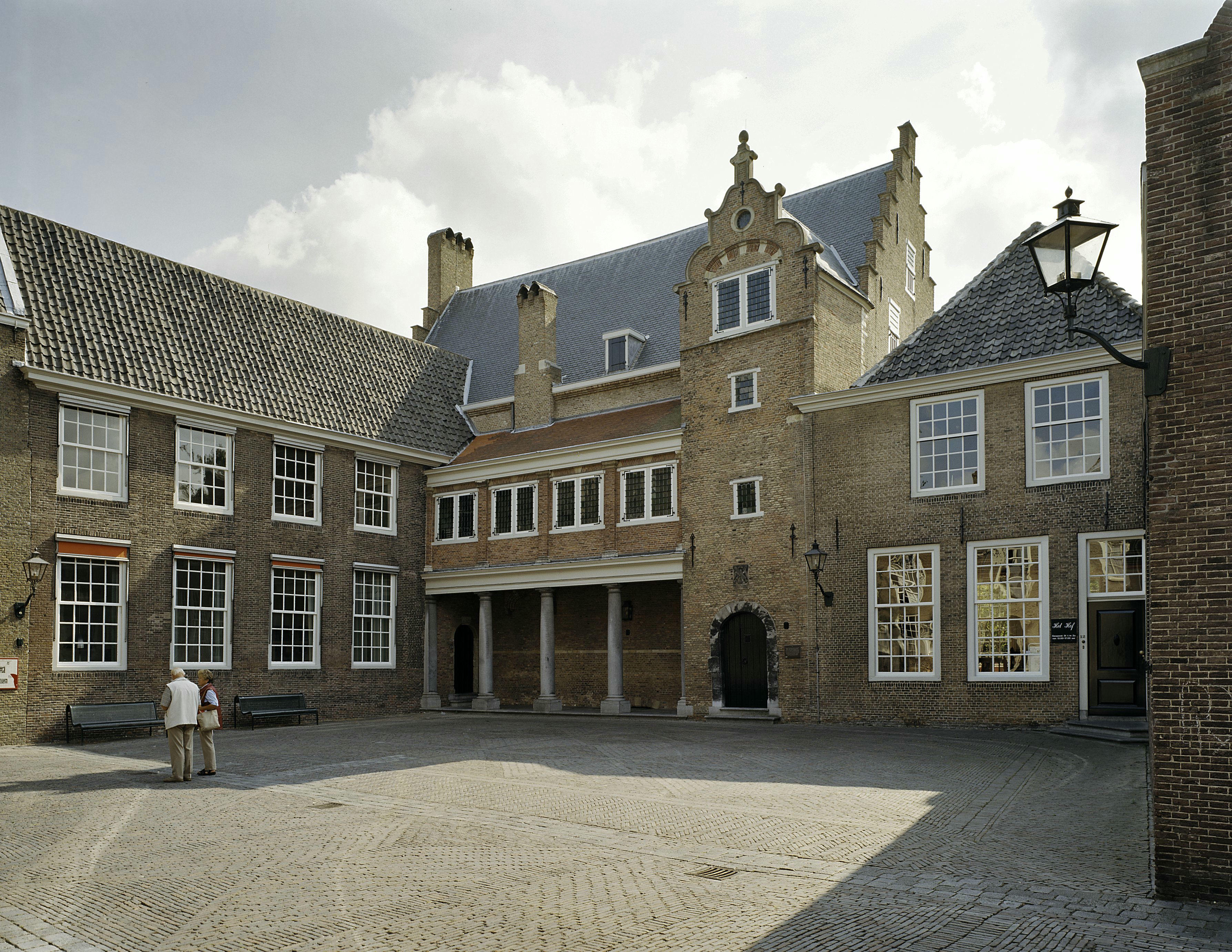
Het voormalige Augustijnenklooster in Dordrecht. In het midden de refter, tegenwoordig de Statenzaal genoemd.

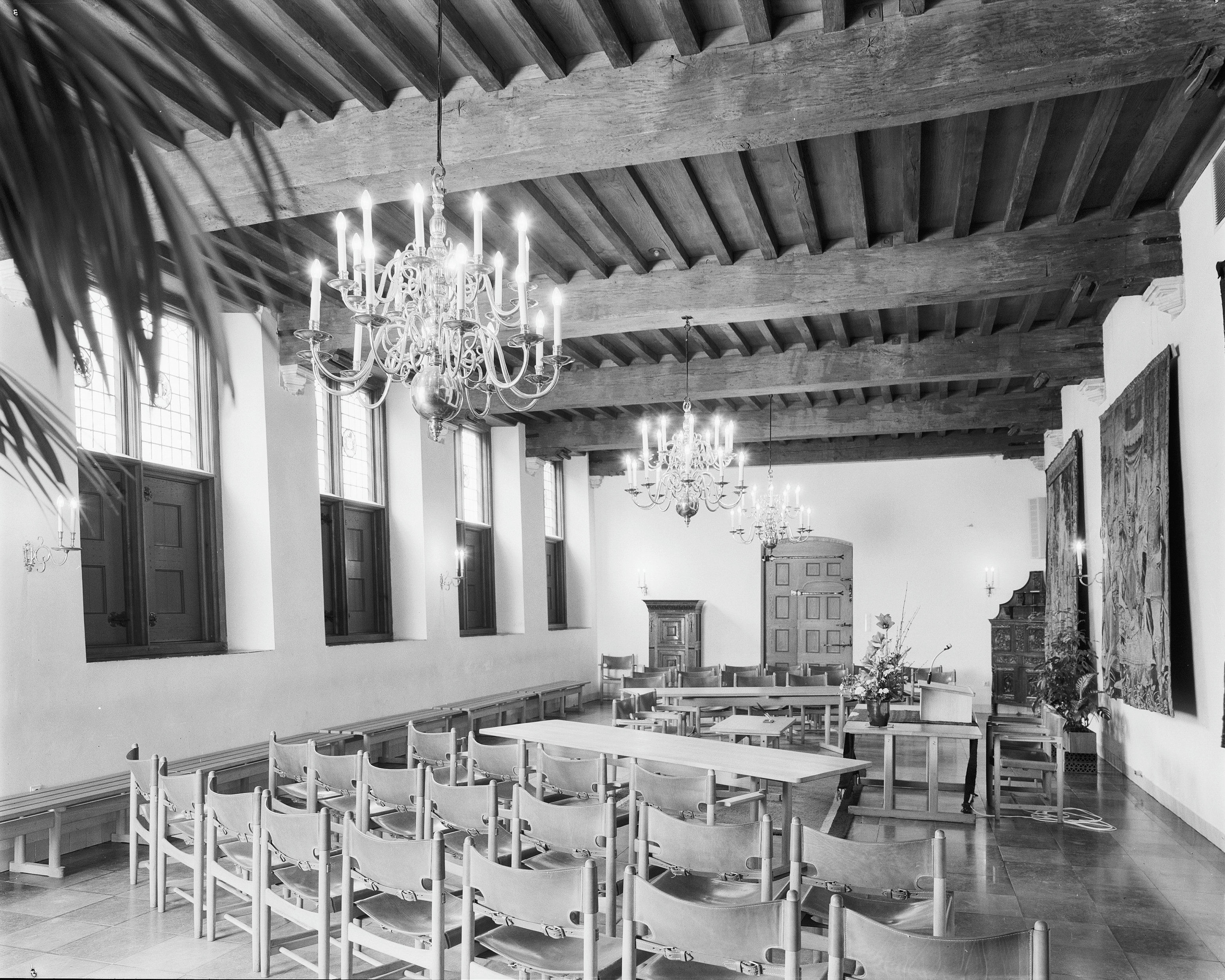
De Statenzaal.

Nadat graaf Boussu — die in 1567 in plaats van Willem van Oranje stadhouder van Holland, Zeeland en Utrecht was geworden — in juli 1572 een spoedvergadering van de Staten bijeenriep in het nog koningsgezinde Den Haag, nam Dordrecht het initiatief tot een alternatieve geheime vergadering. Deze vergadering werd samengeroepen in opdracht van Willem van Oranje, die hiermee pretendeerde nog altijd de rechtmatige stadhouder te zijn. Statenvergaderingen konden immers alleen door koning Filips II of zijn stadhouder worden uitgeschreven.  
Van 19 tot en met 23 juli 1572 werd, naar wordt aangenomen in de refter van het Augustijnenklooster te Dordrecht, de alternatieve Statenvergadering van Holland gehouden. Deelnemende afgezanten aan deze historische vergadering waren edelen, burgemeesters en schepenen uit Dordrecht, Alkmaar, Edam, Enkhuizen, Gorinchem, Gouda, Haarlem, Hoorn, Leiden, Medemblik, Monnickendam en Oudewater. Naast de vertegenwoordigers van de steden uit Holland was ook Willem van der Marck, heer van Lumey, de opperbevelhebber van de Watergeuzen aanwezig. Namens Willem van Oranje had Filips van Marnix van Sint-Aldegonde de leiding tijdens het overleg.
Gedurende de vergadering werd gesproken over de organisatie van de opstand. Men sprak zich uit tegen het 'onrechtmatige' Spaanse bewind van Alva, erkende Willem van Oranje als rechtmatige stadhouder van de koning en steunde Oranje financieel in zijn strijd tegen het Spaanse gezag. Voorts werd op verzoek van de prins besloten tot het uitspreken van de wens op vrijheid van godsdienst, en werd Lumey benoemd tot overste van Holland. 
De vergadering was een volgende stap in de strijd van de gewesten tegen het Spaanse gezag. De bijeengekomen steden bleven Filips echter beschouwen als hun rechtmatige vorst. 

## Latere ontwikkelingen
In 1580 verklaarde Filips Willem van Oranje vogelvrij, en in 1581, toen pogingen om met de koning in overstemming te komen niet meer mogelijk waren, werd de troon, met het opstellen van het Plakkaat van Verlatinghe, 'verlate' verklaard (Filips werd strikt genomen niet afgezet). Toen geen buitenlandse vorst de regering over de Nederlanden wilde overnemen, verklaarden de Noordelijke Nederlanden zich in 1588 een onafhankelijke staat, de Republiek der Verenigde Provinciën.

## Trivia
- Op 27 april 2015 werd in het oude Augustijnenklooster museum Het Hof van Nederland geopend door koning Willem-Alexander. Als onderdeel van het Dordrechts Museum tracht Het Hof het verhaal van Hollands oudste stad te vertellen, met de Eerste Vrije Statenvergadering als sleutelstuk.

## Afbeeldingen

### Notulen van de vergadering

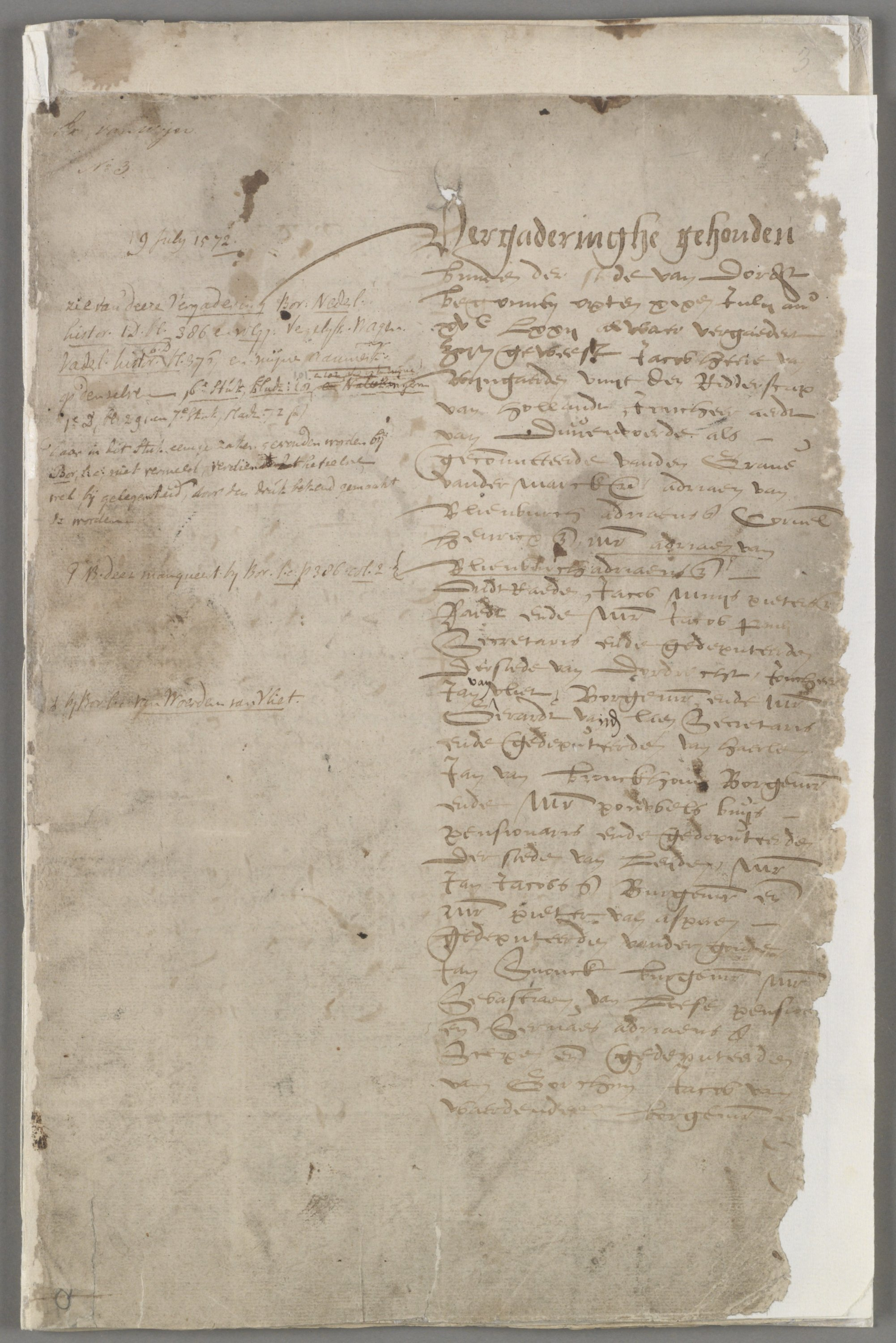
Scan 1
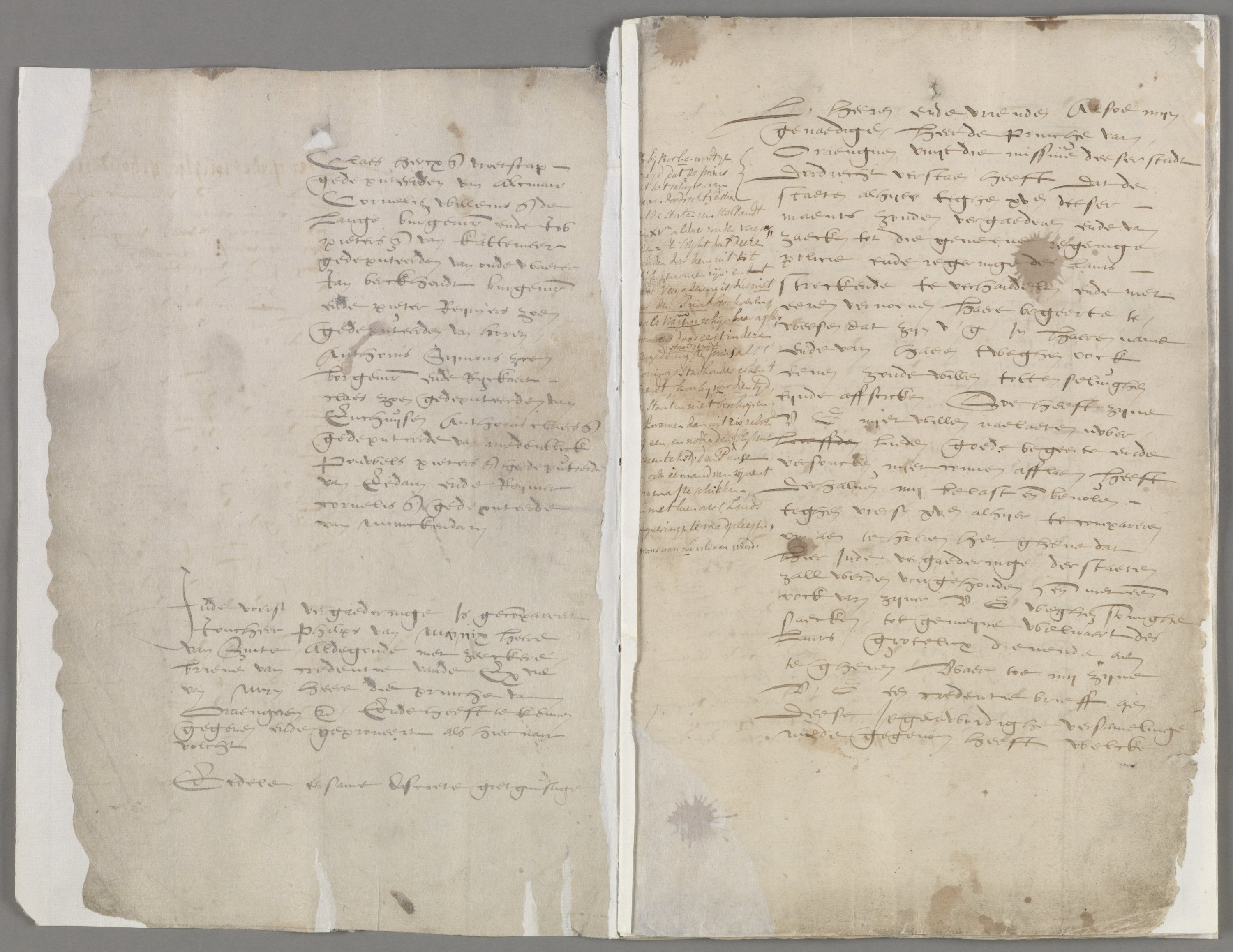
Scan 2
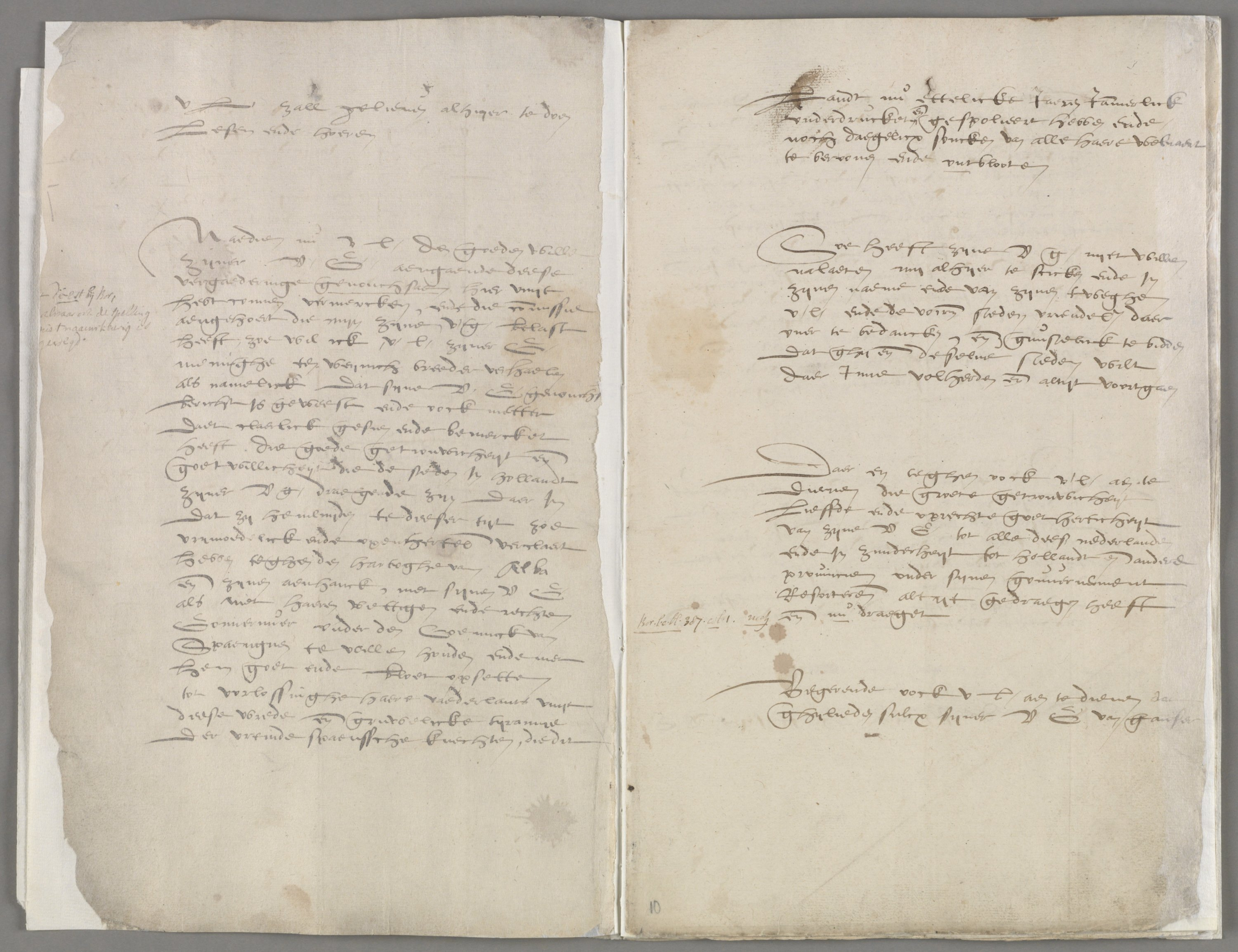
Scan 3
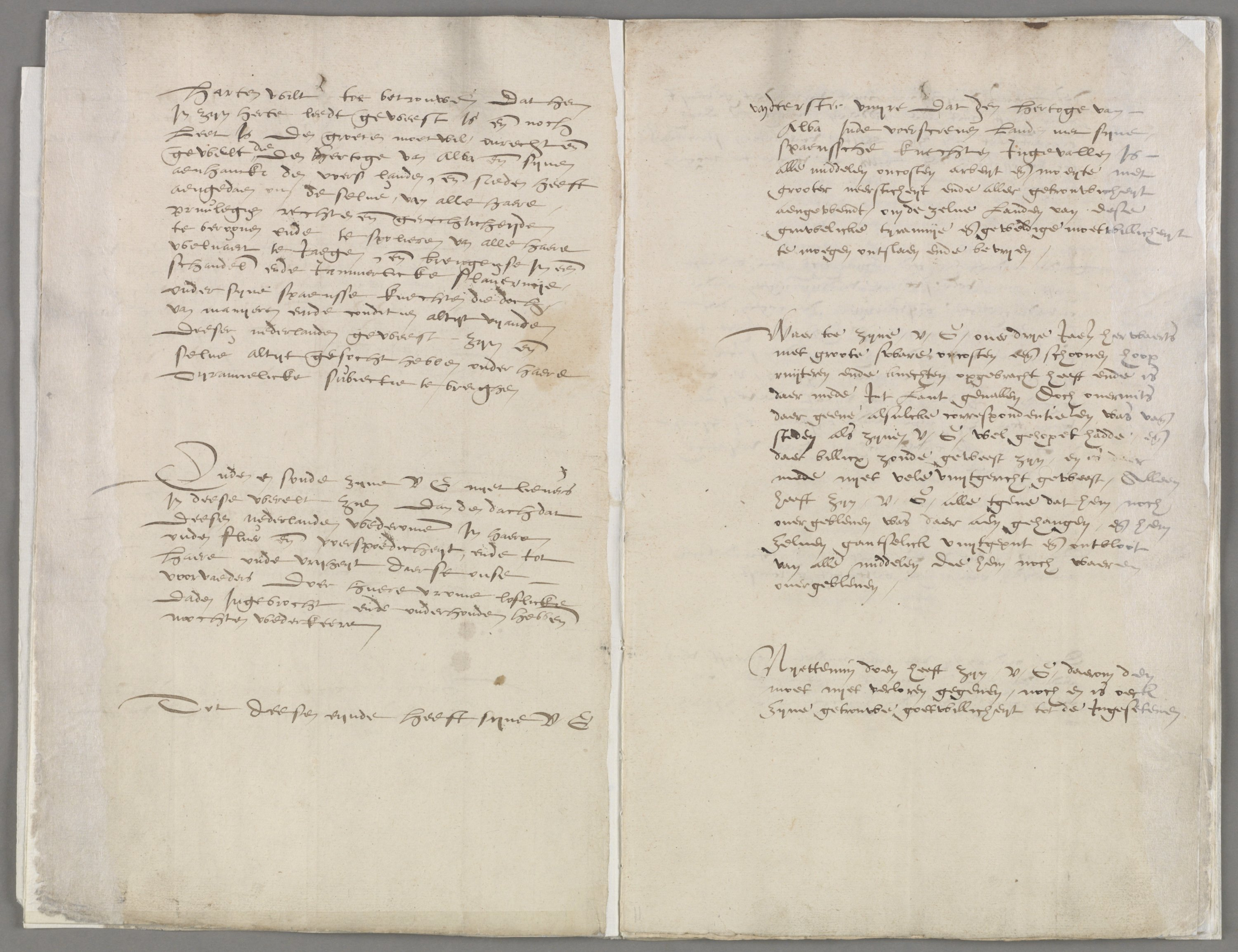
Scan 4
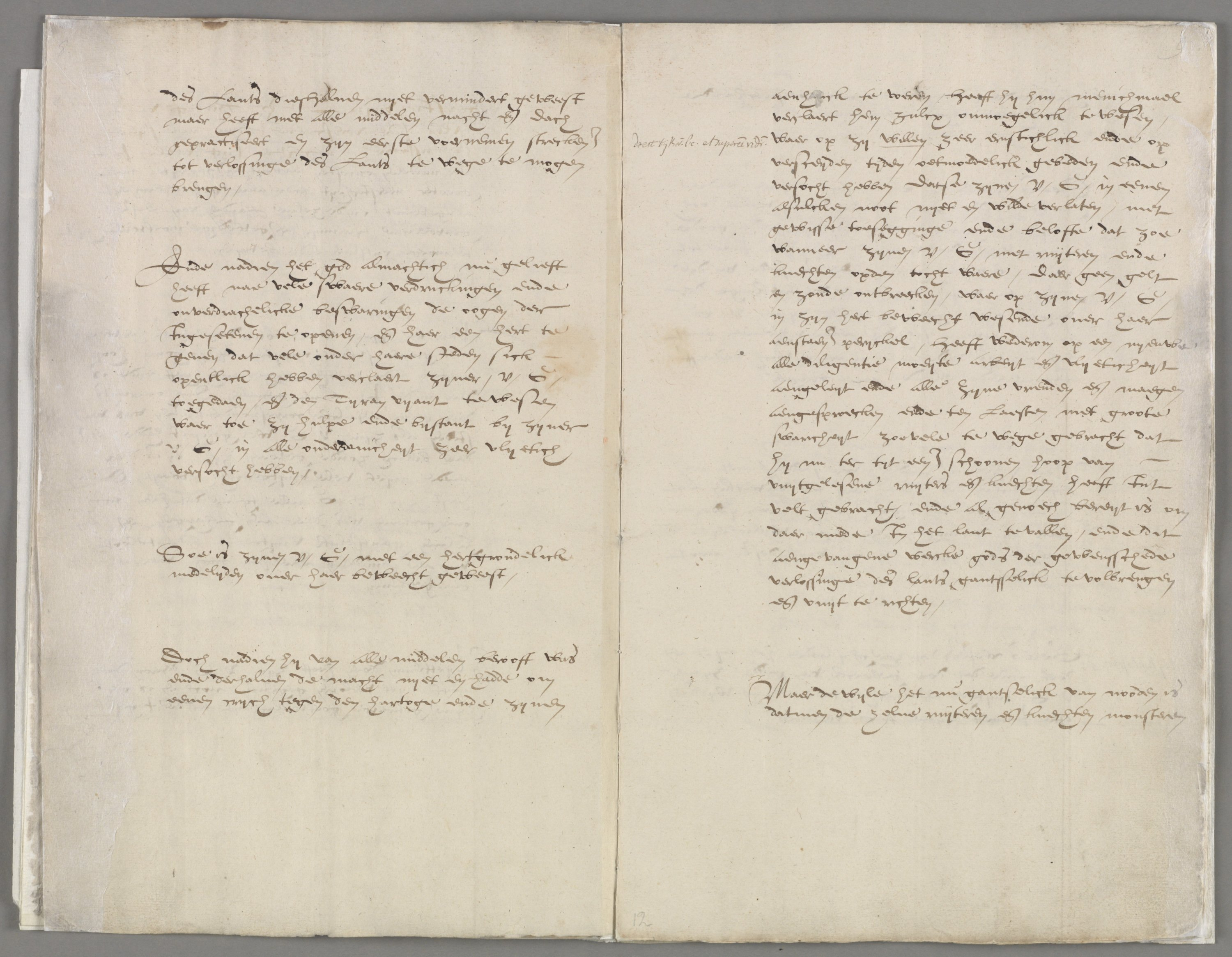
Scan 5
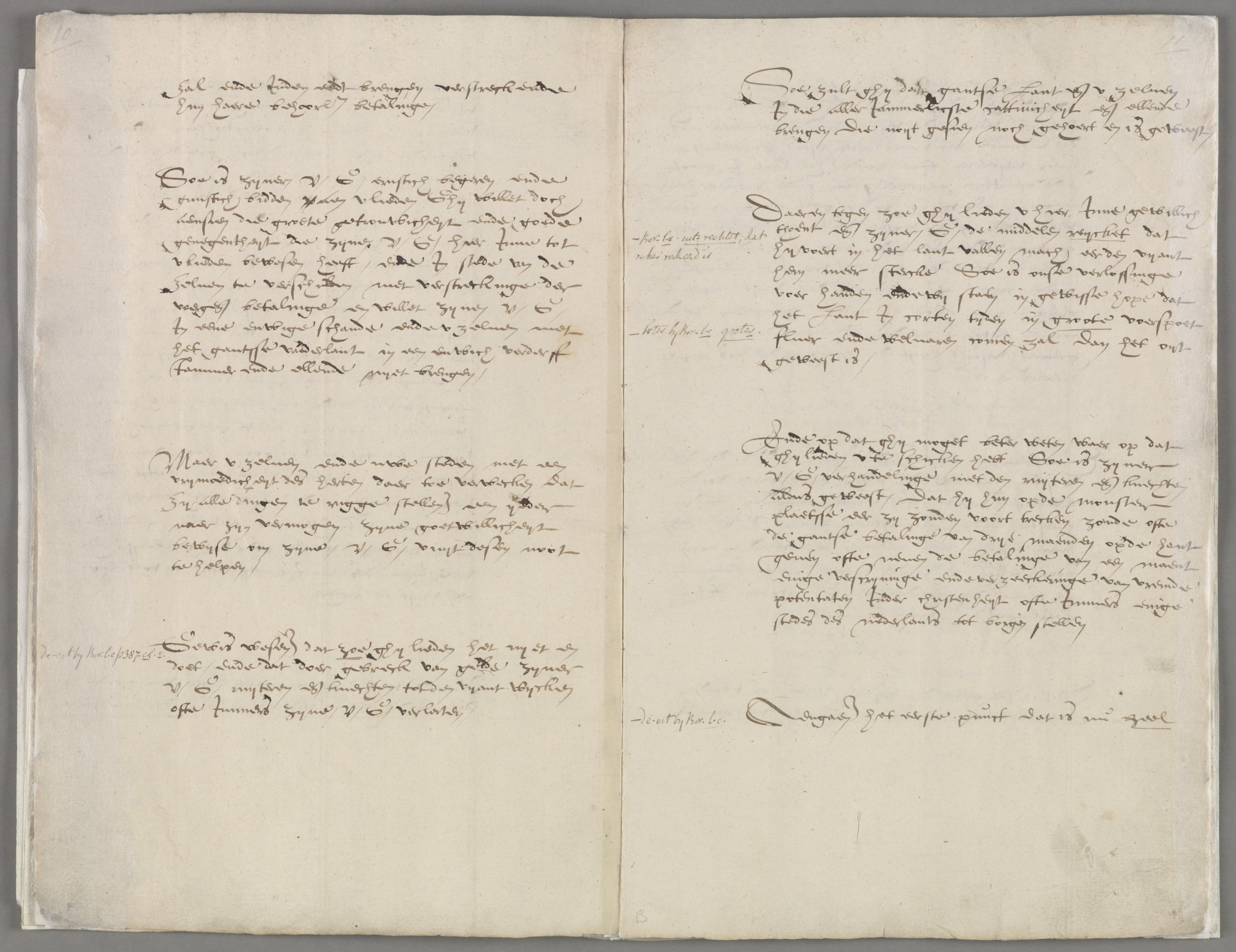
Scan 6
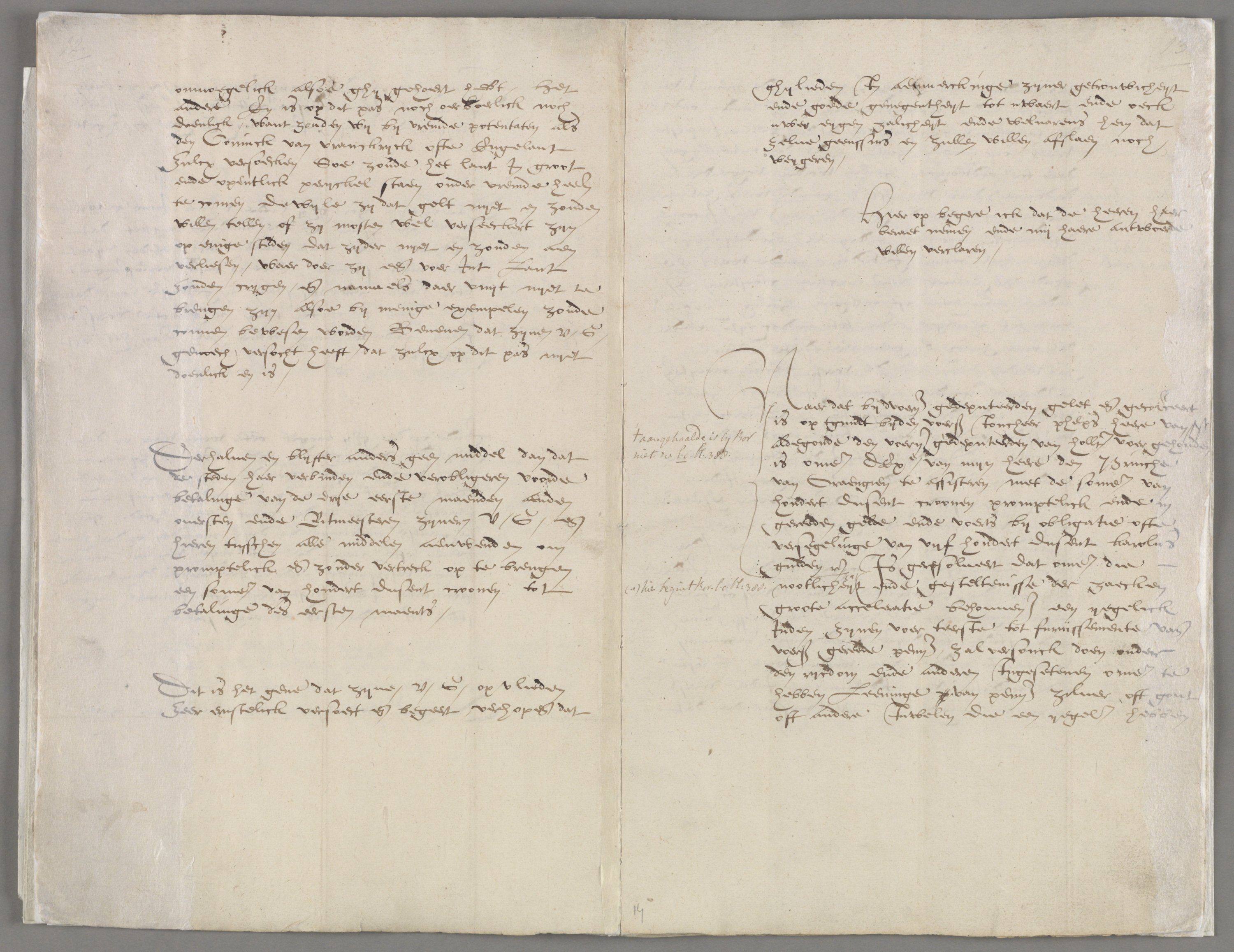
Scan 7
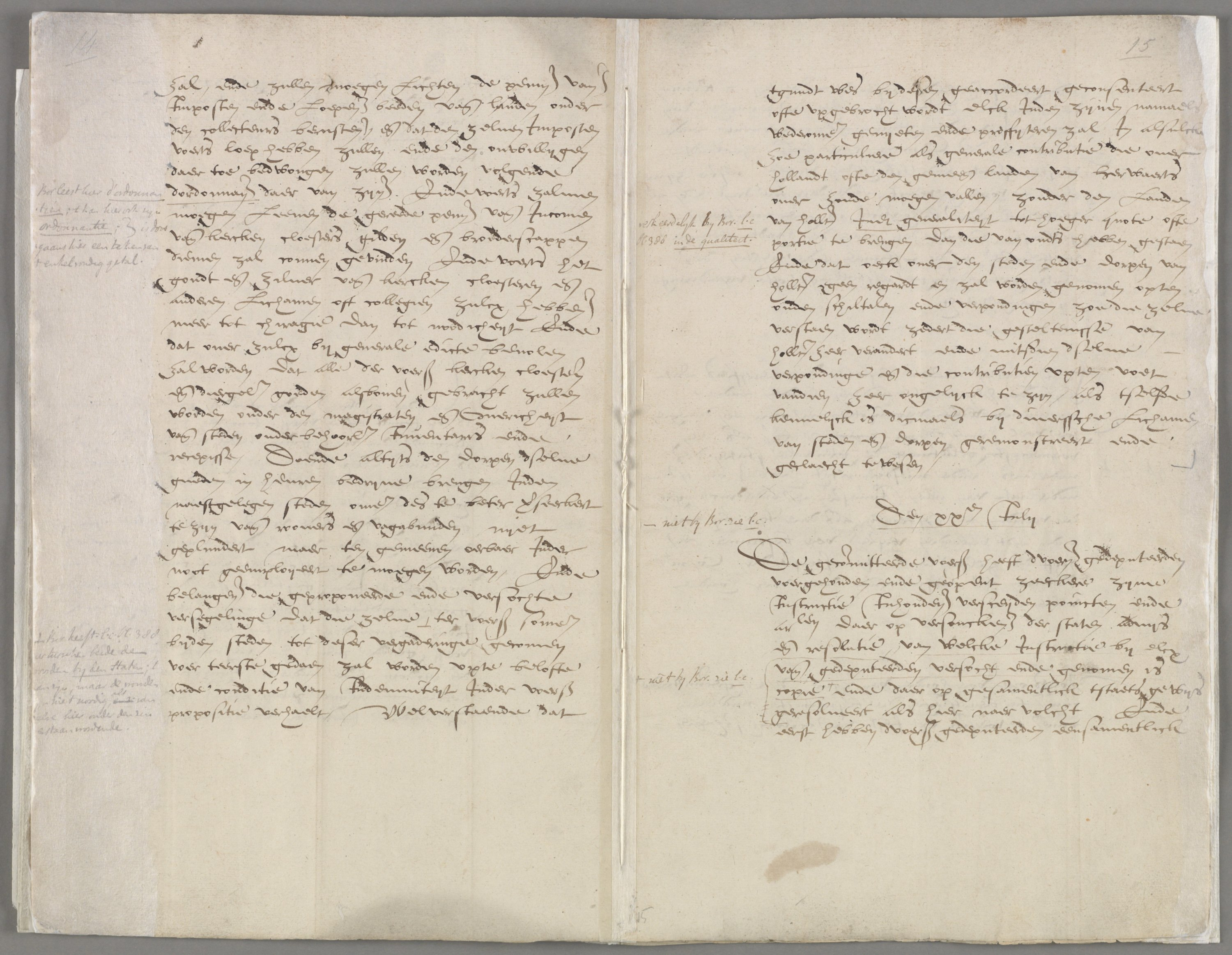
Scan 8
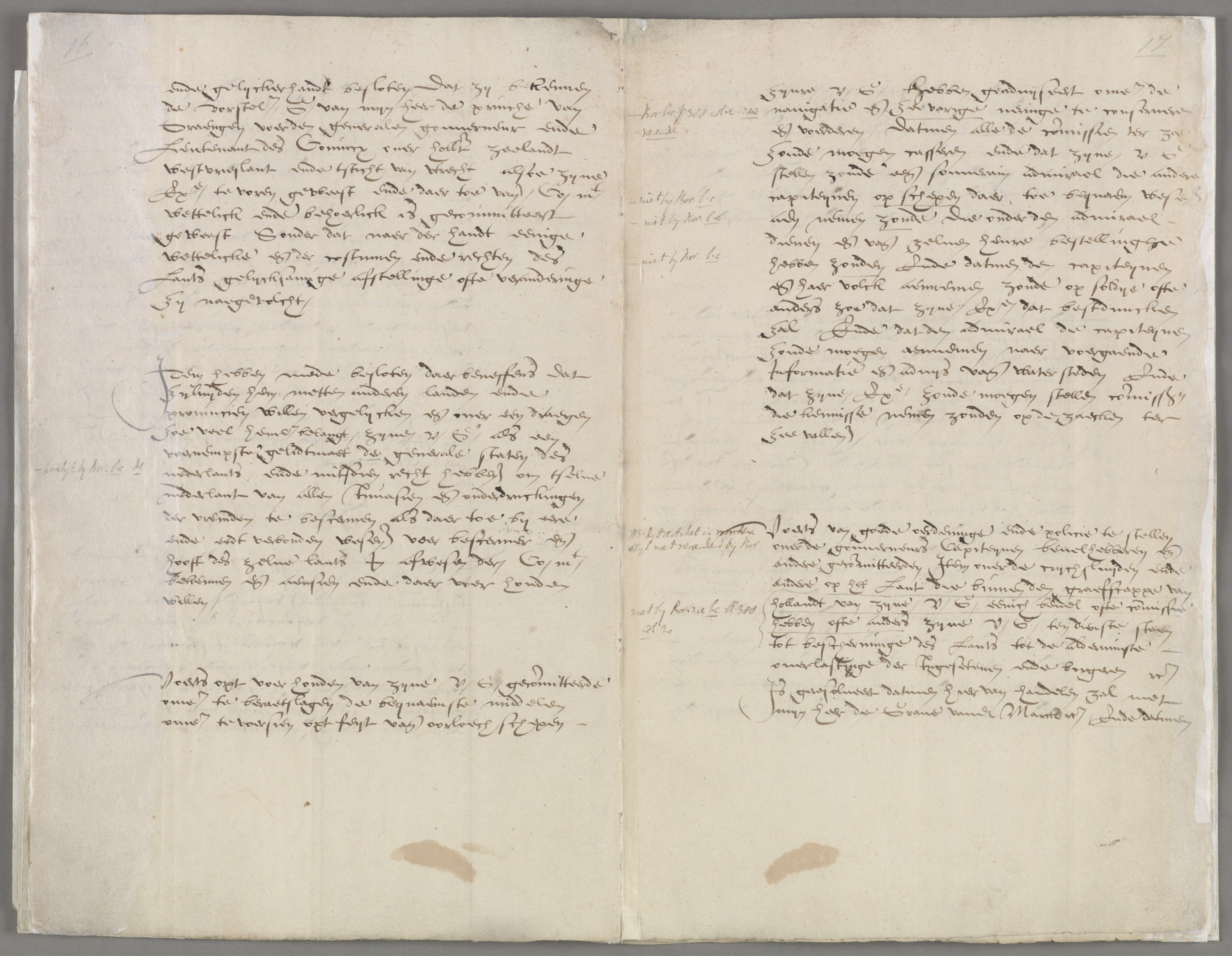
Scan 9
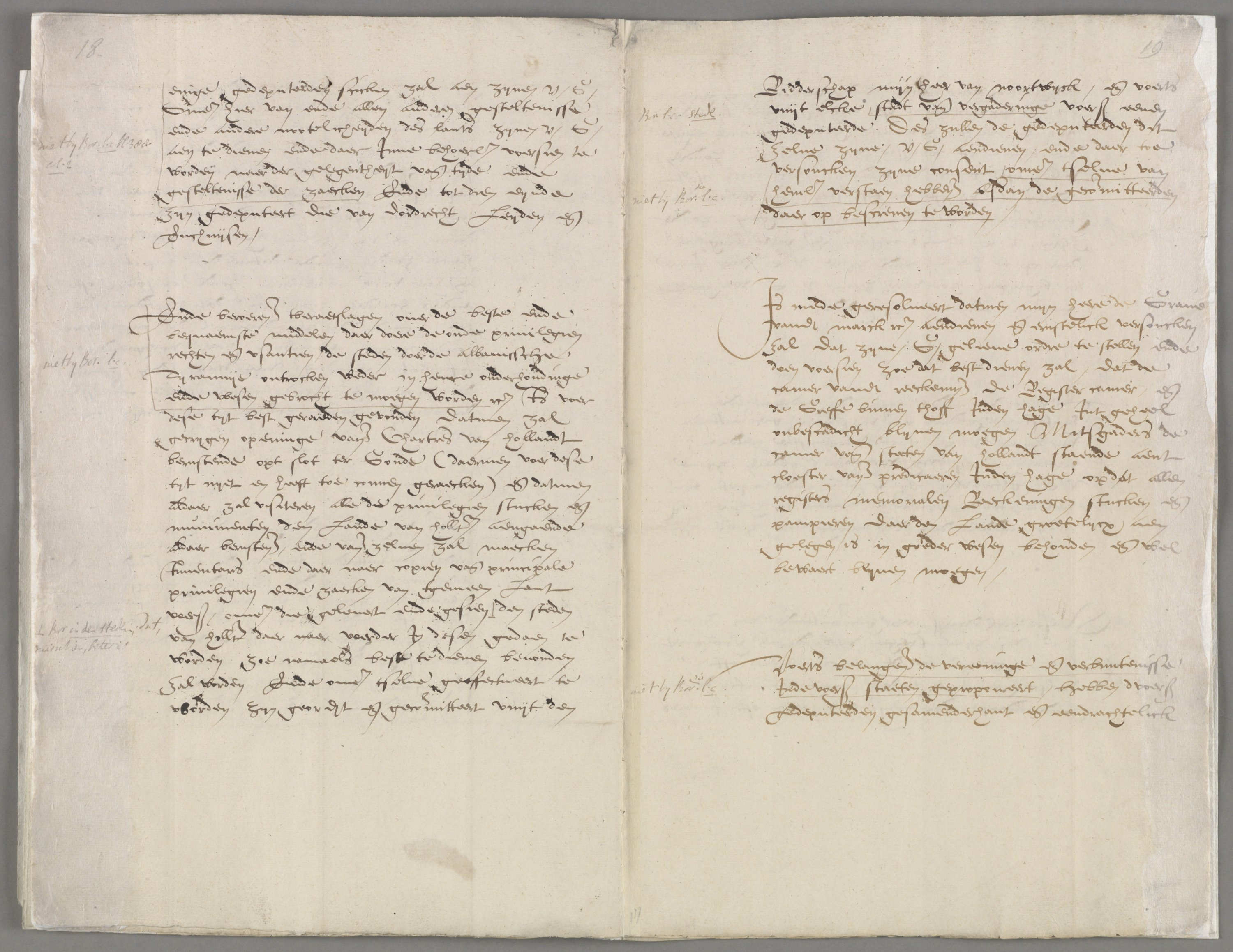
Scan 11
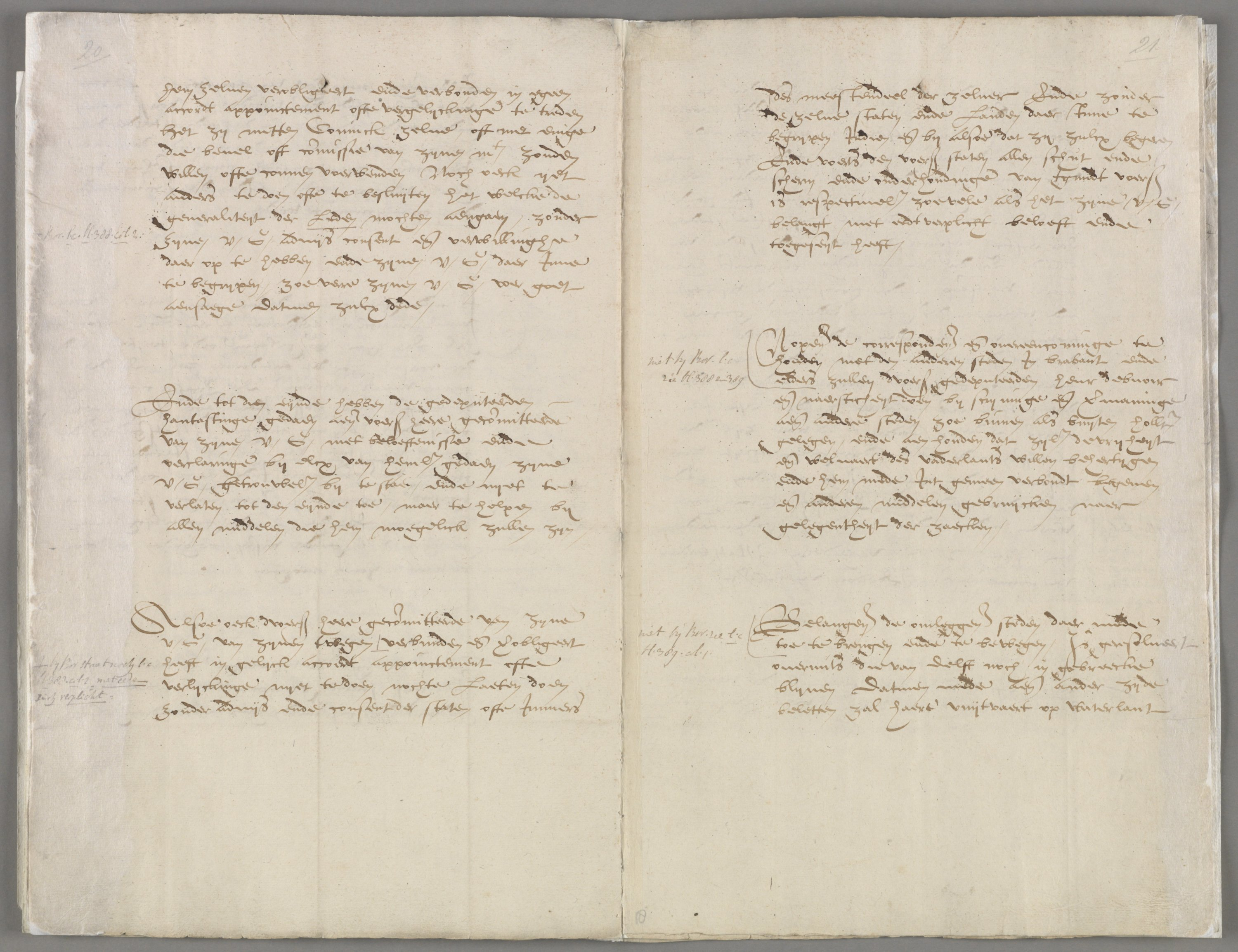
Scan 12
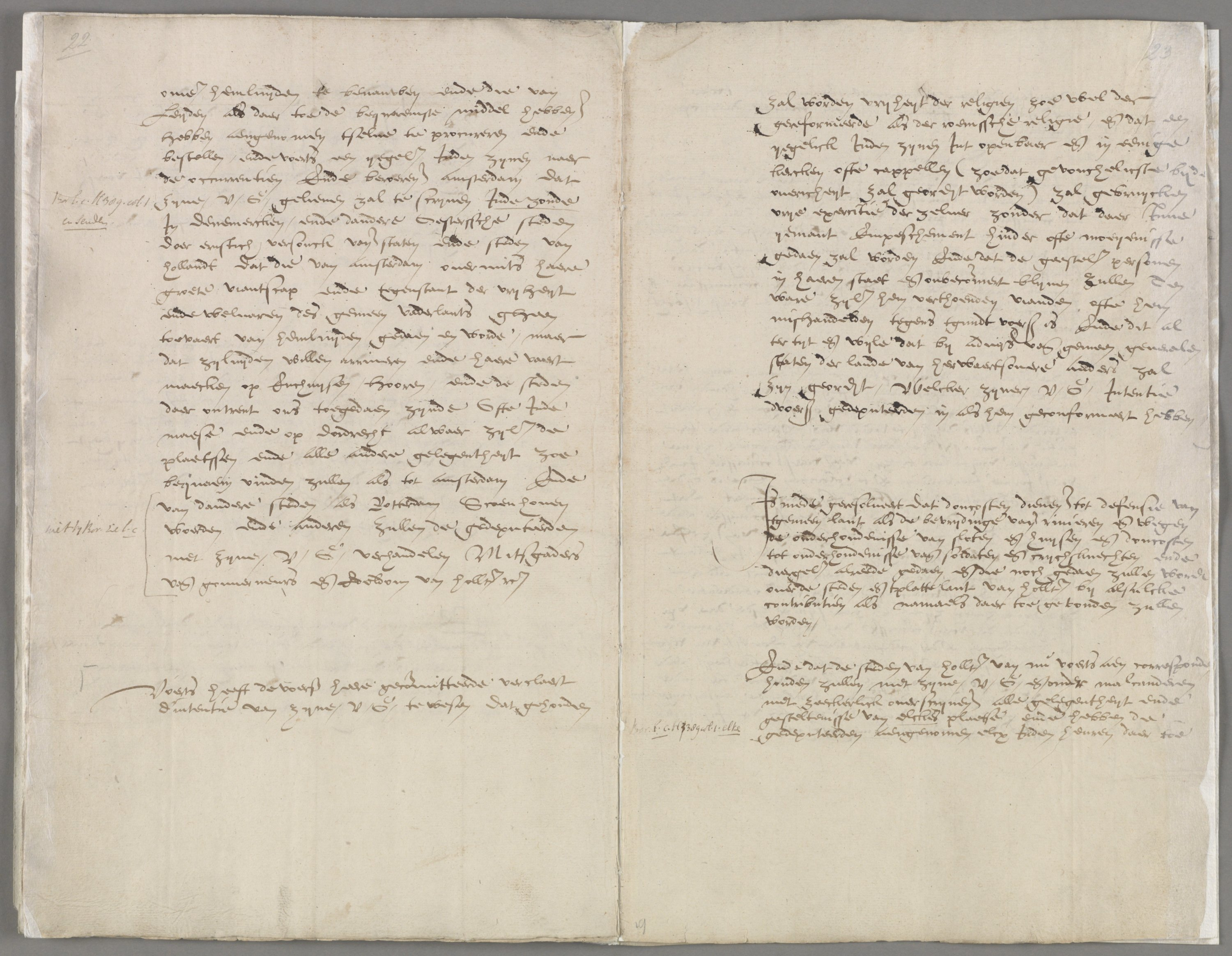
Scan 12
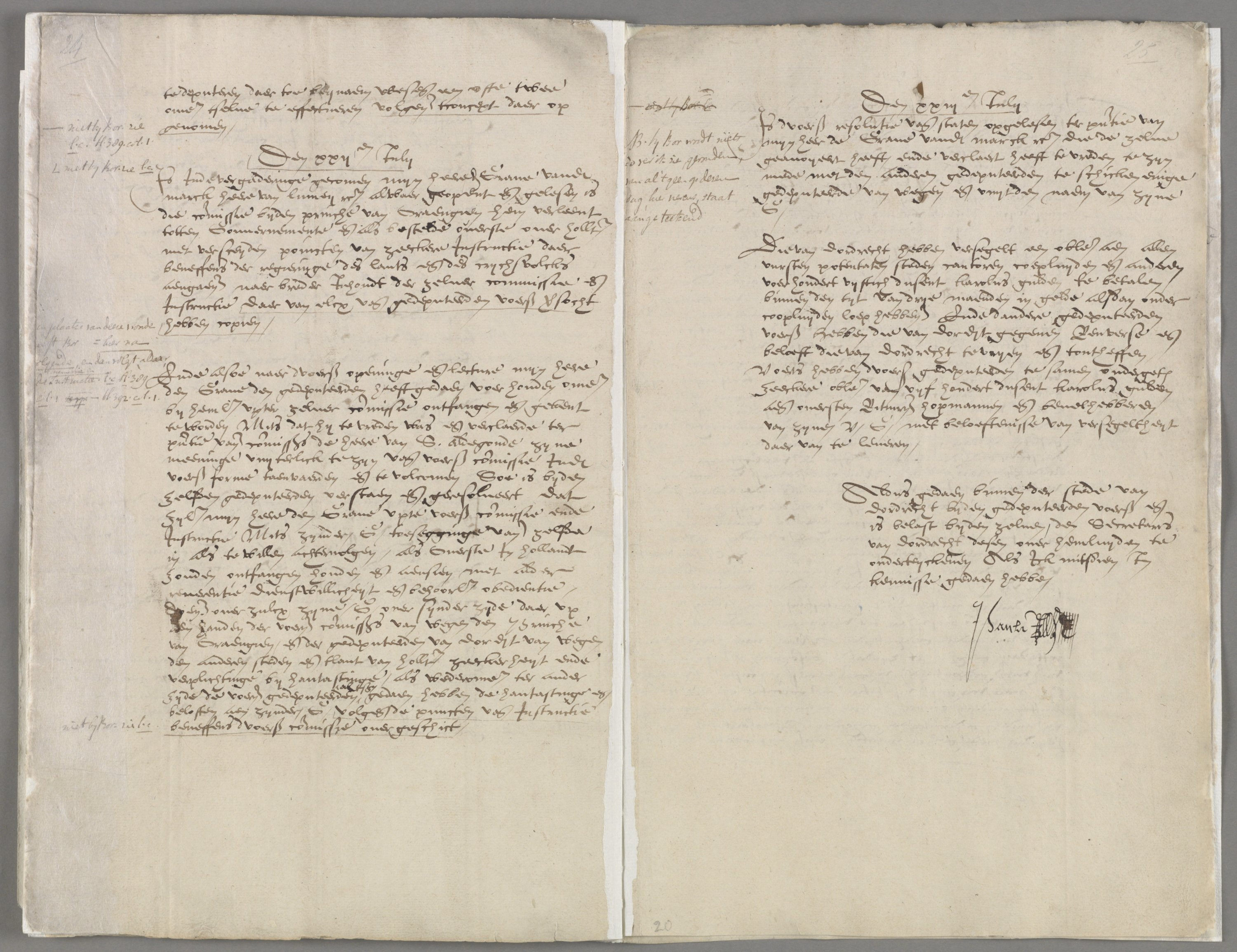
Scan 13
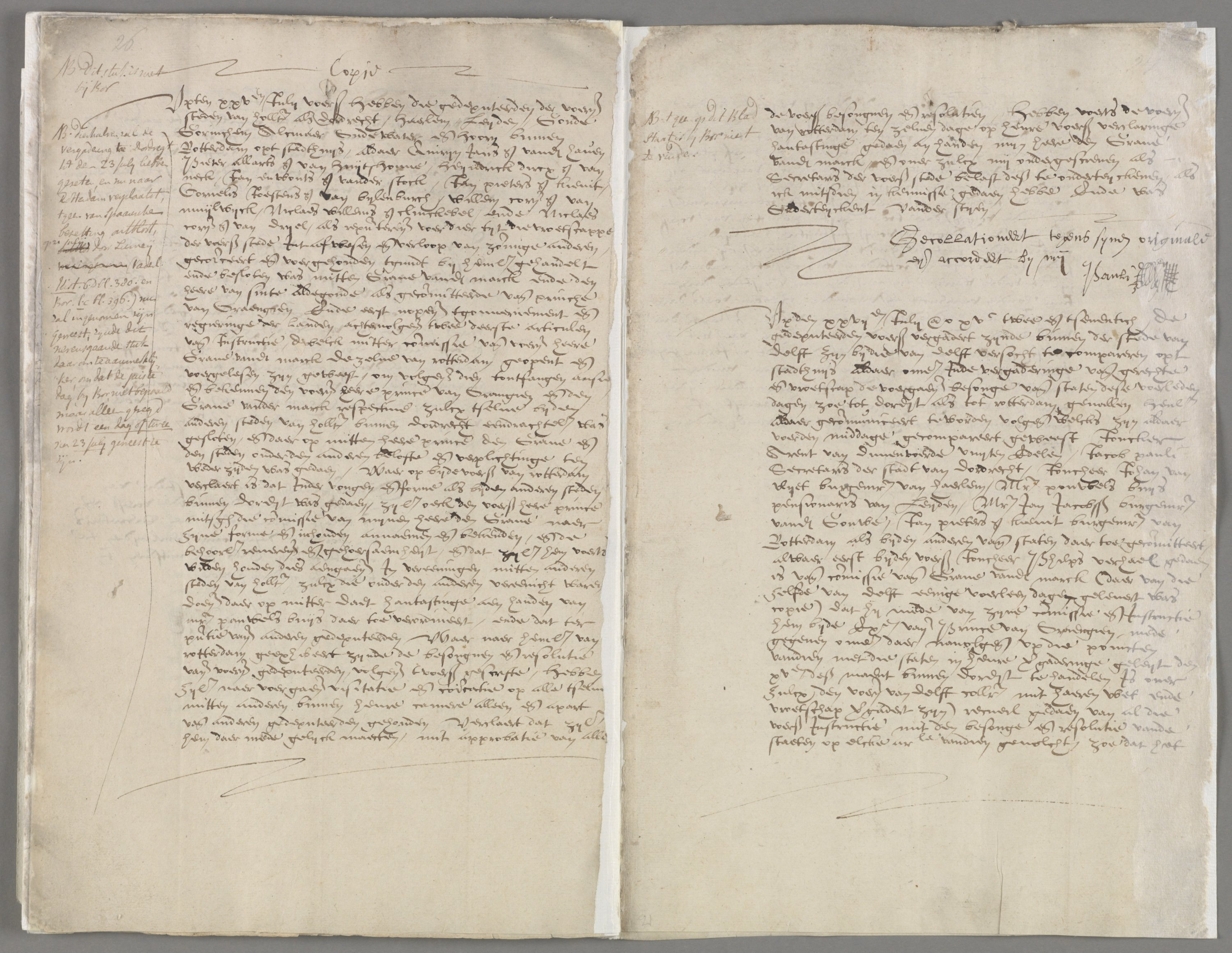
Scan 14
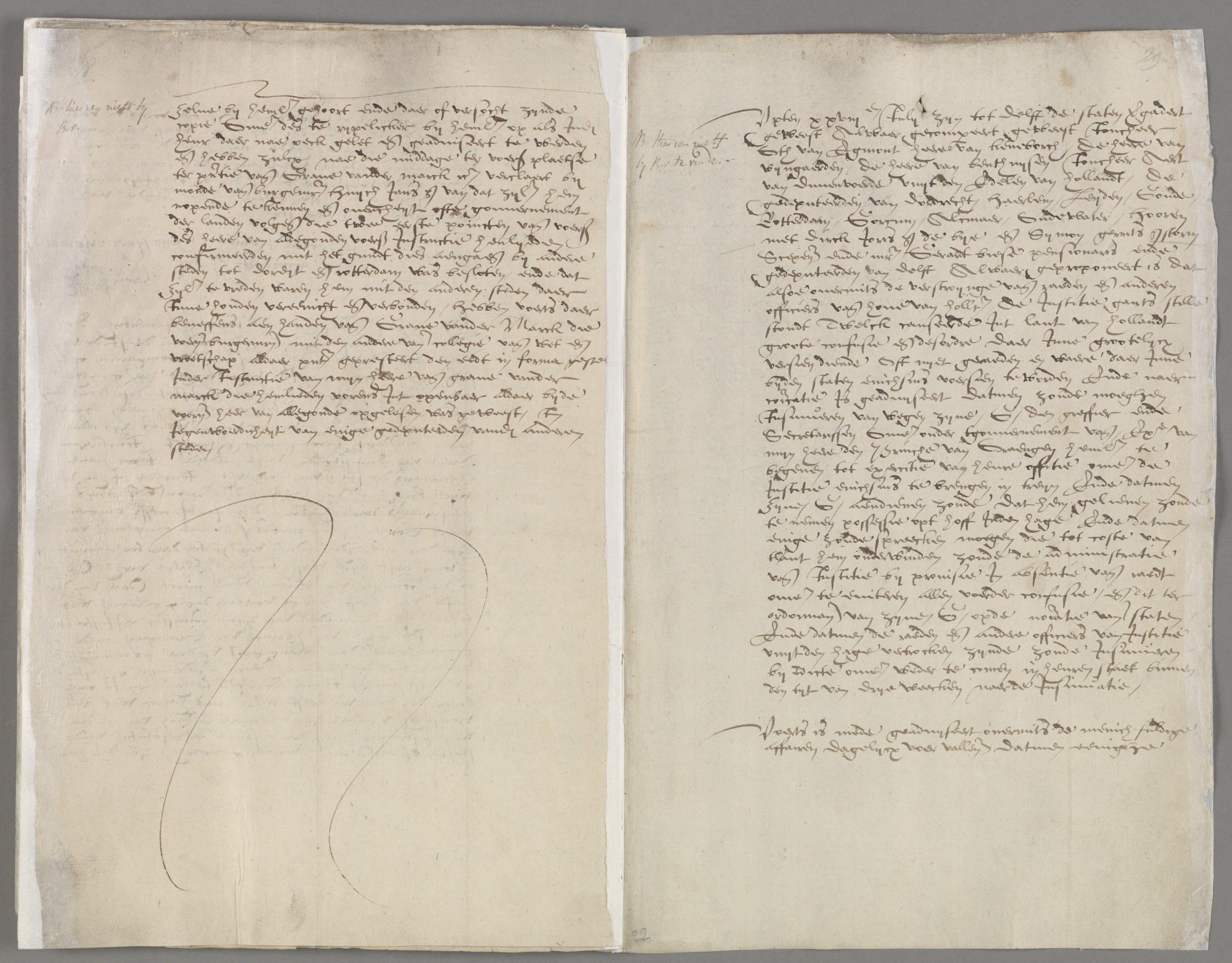
Scan 15
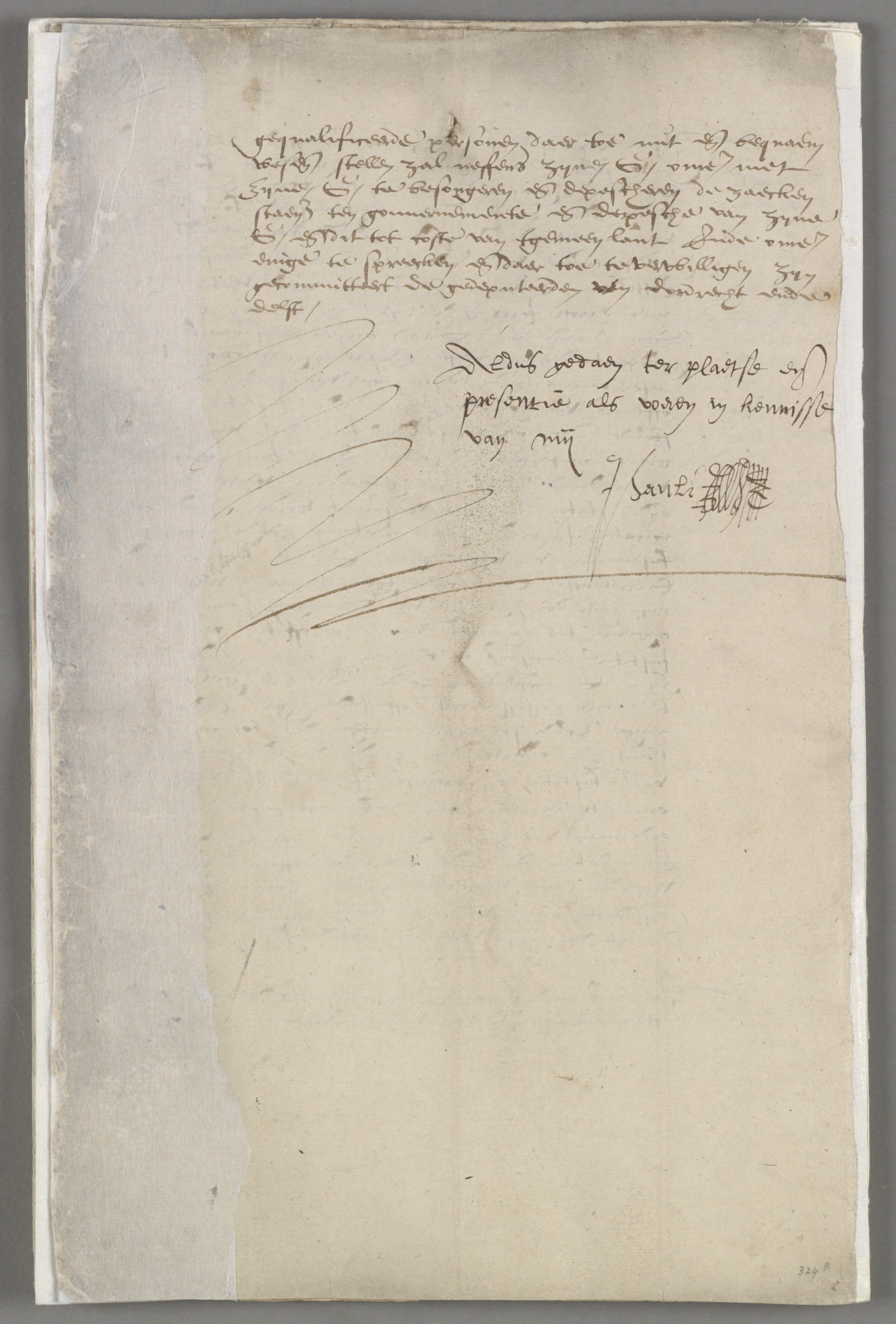
Scan 16